# نینا (کشتی)

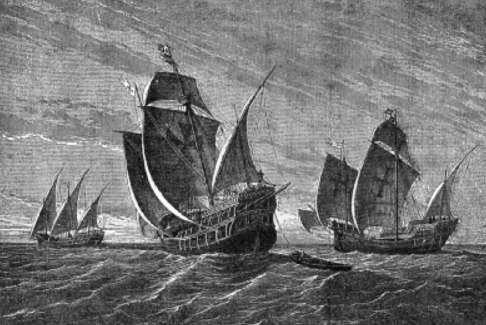
Gustav Adolf Closs - Die Schiffe des Columbus - 1892

نینا (انگلیسی: Niña) یکی از کشتی‌های (از مجموع ۳ کشتی) ناوگان سفرهای اکتشافی کریستف کلمب بود که منجر به کشف قاره آمریکا از جانب اروپایی ها گردید.